# العجوزين
العجوزين، قرية رئيسية تابعة لمركز دسوق التابع لمحافظة كفر الشيخ في جمهورية مصر العربية.

## تاريخ
العجوزين قرية قديمة، اسمها القديم بقليس، ووردت في قوانين الدواووين لابن مماتي باسم العروستين متضمنة معها الشون المقابلة لها، فقد قال بن مماتي:
والبحر الفاصل بينهما هي ترعة المنايفة الفاصلة بين الشون والعجوزين.
وفي عام 1228 هـ - 1813، فصلت العروستين عن بعضهما، وسُمّي الجانب الغربي من الترعة باسم العجوزين، أما الجهة الشرقية سميت باسم الشون.

## التقسيم الإداري
العجوزين هي عاصمة الوحدة المحلية، ويتبعها 3 قرى فرعية:
- الشون.
- أبطو.
- كفر عبد الرحمن.

كما يتبعها 15 عزبة وكفر ونجع:
1. عطيفة.
2. عمار.
3. عون.
4. دكتور محمد خليل.
5. سعد غلاب.
6. العبد.
7. عبد الرحمن القصاص.
8. البستاوي.
9. البلايسة.
10. شارلي (جيعة).
11. إبراهيم مرعي.
12. كرارة.
13. عبد الصمد عمرو.
14. جلال سالم.
15. محمد مرعي.[3]

## السكان
حسب إحصاءات عام 2006، بلغ عدد سكان العجوزين 12,337 نسمة، منهم 6,220 ذكر و6,117 أنثى.